# Nacolus gavialis
Nacolus gavialis är en insektsart som beskrevs av Jacobi 1914. Nacolus gavialis ingår i släktet Nacolus och familjen dvärgstritar. Inga underarter finns listade i Catalogue of Life.